# 紀伯倫撞擊坑
紀伯倫撞擊坑（英語：Gibran）是一個位於水星上的撞擊坑，由信使號於2008年1月首次飛掠水星時發現。

## 概要
紀伯倫撞擊坑內有一個大範圍（29 × 29 km）的接近圓形凹陷區域。目前在水星上已發現許多底部有凹陷區域的撞擊坑，而包含這種地質構造的撞擊坑被分類為 "pit-floor crater"。這類撞擊坑的特點是它的邊緣沒有環狀結構，且大多是不規則形狀和邊緣相當陡峭，並且大多沒有相關的撞擊噴發物或熔岩流。而這些撞擊坑被認為是水星淺層曾經有火山活動的正巨，並且因為表面之下岩漿庫的岩漿消失，使岩漿庫頂部岩石失去支撐而陷落，形成現在的凹陷區域。這些區域相當類似於地球上的破火山口。而這樣的地形可能可以讓科學家了解水星內部火山活動的過程，並獲得其他目前缺乏或不明的火山活動證據。而坑底多個凹陷區域的撞擊坑則增強了水星火山活動在其外殼地質演化歷史中的證據。